# George Gervin
George "The Iceman" Gervin (Detroit, Míchigan, 27 d'abril de 1952) és un exjugador de bàsquet nord-americà que va jugar 10 temporades en l'NBA, 4 en l'ABA i dues més en lligues europees. És germà del també exjugador professional Derrick Gervin.

## Universitat
Va començar la seva carrera universitària en Long Beach, i després d'un incident, va continuar a la universitat d'Eastern Michigan. En aquests dos últims anys, va fer una mitjana de 26,8 punts i 14,4 rebots.

## Professional
Va ser escollit en el draft de 1974 en la quarta elecció de la tercera ronda per Phoenix Suns, franquícia en la qual mai va arribar a jugar. De fet, la seva carrera professional va començar dos anys abans, en la desapareguda lliga ABA, als Virginia Squires, d'on va passar a l'any següent a San Antonio Spurs, equip que encara competia en la lliga de la pilota tricolor. Amb ells va passar a l'NBA, i en la seva segona temporada en aquesta lliga, va aconseguir un de les fites més cridaneres d'aquesta competició: va anotar 63 punts en l'últim partit de la lliga regular per així sobrepassar David Thompson com a màxim anotador de la temporada per tan sols 6 centèsimes de punt de mitjana (27,21 punts per partit pels 27,15 de Thompson). Va ser la primera de tres temporades consecutives aconseguint ser el màxim anotador de la lliga. Posteriorment ho aconseguiria una quarta vegada, el 1982. Només Wilt Chamberlain i Michael Jordan han guanyat més títols de millor anotador que els quatre de Gervin.
En 9 temporades amb els Spurs, va aconseguir 5 títols de campió de la Divisió Mitjà Oest (Midwest Division). A més, va fer una mitjana d'uns fantàstics 27 punts per partit en els play-offs. Va acabar la seva carrera amb 33 anys als Chicago Bulls. Conservava un rècord de la NBA, el de màxim anotador en un únic quart de partit, amb 33 punts, aconseguit en la temporada 1977-78 de la NBA, fins que va ser superat per Klay Thompson, qui va fer-ne 37 en el tercer període contra els Sacramento Kings a Oakland, la temporada 2014-15 de la NBA.
Durant la temporada 1986-87 va jugar a la lliga italiana en el Banco di Roma on va anotar una mitjana de 26.1 punts per partit.
Finalment va acabar la seva carrera professional en la lliga espanyola de bàsquet, jugant en el TDK Manresa, amb 38 anys, fent una mitjana de 25 punts per partit i sent clau perquè l'equip es mantingués en l'ACB.

### Estadístiques a l'ABA i l'NBA

#### Temporada regular
| Temporada | Edat | Equip             | Lliga | Pos.  | P    | TIT | MIN  | TC   | TCA  | %TC  | 3   | 3PA | %3   | 2    | 2PA  | %2   | TL  | TLA | %TL  | R.of. | R.DEF. | REB | ASIS | ROB | TAP | PER | FP  | PTES |
| 1972-73   | 20   | Virginia Squires  | ABA   | SG    | 30   |     | 23.0 | 5.4  | 11.4 | .472 | 0.2 | 0.9 | .231 | 5.2  | 10.5 | .492 | 3.2 | 3.9 | .814 | 1.1   | 3.1    | 4.3 | 1.1  |     |     | 1.8 | 2.4 | 14.1 |
| 1973-74   | 21   | TOTAL             | ABA   | SG-SF | 74   |     | 33.9 | 9.1  | 19.3 | .471 | 0.1 | 0.8 | .143 | 9.0  | 18.5 | .485 | 5.1 | 6.3 | .815 | 2.3   | 6.1    | 8.4 | 1.9  | 1.4 | 1.6 | 3.4 | 3.6 | 23.4 |
| 1973-74   | 21   | Virginia Squires  | ABA   | SG    | 49   |     | 35.3 | 9.9  | 21.0 | .472 | 0.2 | 1.0 | .160 | 9.8  | 20.0 | .488 | 5.3 | 6.7 | .799 | 2.2   | 6.3    | 8.5 | 2.0  | 1.5 | 1.8 | 3.8 | 3.4 | 25.4 |
| 1973-74   | 21   | San Antonio Spurs | ABA   | SF    | 25   |     | 31.3 | 7.4  | 15.8 | .468 | 0.0 | 0.2 | .000 | 7.4  | 15.6 | .476 | 4.6 | 5.4 | .853 | 2.5   | 5.8    | 8.2 | 1.8  | 1.0 | 1.4 | 2.6 | 3.9 | 19.4 |
| 1974-75   | 22   | San Antonio Spurs | ABA   | SF    | 84   |     | 37.1 | 9.3  | 19.7 | .474 | 0.2 | 0.7 | .309 | 9.1  | 19.0 | .479 | 4.5 | 5.5 | .830 | 2.9   | 5.4    | 8.3 | 2.5  | 1.6 | 1.6 | 3.0 | 3.5 | 23.4 |
| 1975-76   | 23   | San Antonio Spurs | ABA   | SF    | 81   |     | 33.9 | 8.7  | 17.5 | .499 | 0.2 | 0.7 | .255 | 8.5  | 16.8 | .509 | 4.2 | 4.9 | .857 | 2.2   | 4.5    | 6.7 | 2.5  | 1.4 | 1.5 | 2.7 | 3.6 | 21.8 |
| 1976-77   | 24   | San Antonio Spurs | NBA   | SF    | 82   |     | 33.0 | 8.9  | 16.3 | .544 |     |     | .    | 8.9  | 16.3 | .544 | 5.4 | 6.5 | .833 | 1.6   | 3.9    | 5.5 | 2.9  | 1.3 | 1.3 |     | 3.5 | 23.1 |
| 1977-78   | 25   | San Antonio Spurs | NBA   | SG    | 82   |     | 34.8 | 10.5 | 19.6 | .536 |     |     |      | 10.5 | 19.6 | .536 | 6.1 | 7.4 | .830 | 1.4   | 3.7    | 5.1 | 3.7  | 1.7 | 1.3 | 3.7 | 3.1 | 27.2 |
| 1978-79   | 26   | San Antonio Spurs | NBA   | SF    | 80   |     | 36.1 | 11.8 | 21.9 | .541 |     |     |      | 11.8 | 21.9 | .541 | 5.9 | 7.1 | .826 | 1.8   | 3.2    | 5.0 | 2.7  | 1.7 | 1.1 | 3.6 | 3.4 | 29.6 |
| 1979-80   | 27   | San Antonio Spurs | NBA   | SG    | 78   |     | 37.6 | 13.1 | 24.9 | .528 | 0.4 | 1.3 | .314 | 12.7 | 23.6 | .540 | 6.5 | 7.6 | .852 | 2.0   | 3.2    | 5.2 | 2.6  | 1.4 | 1.0 | 3.3 | 2.7 | 33.1 |
| 1980-81   | 28   | San Antonio Spurs | NBA   | SG    | 82   |     | 33.7 | 10.4 | 21.1 | .492 | 0.1 | 0.4 | .257 | 10.3 | 20.7 | .496 | 6.2 | 7.6 | .826 | 1.5   | 3.6    | 5.1 | 3.2  | 1.1 | 0.7 | 3.1 | 2.6 | 27.1 |
| 1981-82   | 29   | San Antonio Spurs | NBA   | SG    | 79   | 79  | 35.7 | 12.6 | 25.2 | .500 | 0.1 | 0.5 | .278 | 12.4 | 24.7 | .504 | 7.0 | 8.1 | .864 | 1.7   | 3.2    | 5.0 | 2.4  | 1.0 | 0.6 | 2.7 | 2.7 | 32.3 |
| 1982-83   | 30   | San Antonio Spurs | NBA   | SG    | 78   | 78  | 36.3 | 9.7  | 19.9 | .487 | 0.2 | 0.4 | .364 | 9.6  | 19.5 | .490 | 6.6 | 7.8 | .853 | 1.4   | 3.2    | 4.6 | 3.4  | 1.1 | 0.9 | 3.2 | 3.1 | 26.2 |
| 1983-84   | 31   | San Antonio Spurs | NBA   | SG    | 76   | 76  | 34.0 | 10.1 | 20.5 | .490 | 0.1 | 0.3 | .417 | 9.9  | 20.2 | .491 | 5.6 | 6.7 | .842 | 1.4   | 2.7    | 4.1 | 2.9  | 1.0 | 0.6 | 2.9 | 2.9 | 25.9 |
| 1984-85   | 32   | San Antonio Spurs | NBA   | SG    | 72   | 69  | 29.0 | 8.3  | 16.4 | .508 | 0.0 | 0.1 | .000 | 8.3  | 16.3 | .512 | 4.5 | 5.3 | .844 | 1.1   | 2.2    | 3.3 | 2.5  | 0.9 | 0.7 | 2.8 | 2.9 | 21.2 |
| 1985-86   | 33   | Chicago Bulls     | NBA   | SG    | 82   | 75  | 25.2 | 6.3  | 13.4 | .472 | 0.0 | 0.2 | .211 | 6.3  | 13.2 | .476 | 3.5 | 3.9 | .879 | 1.0   | 1.7    | 2.6 | 1.8  | 0.6 | 0.3 | 2.0 | 2.6 | 16.2 |
| Total     |      |                   | TOTAL |       | 1060 | 377 | 33.6 | 9.8  | 19.4 | .504 | 0.1 | 0.6 | .271 | 9.7  | 19.0 | .509 | 5.4 | 6.4 | 84.1 | 1.7   | 3.6    | 5.3 | 2.6  | 1.2 | 1.0 | 3.0 | 3.1 | 25.1 |
|           |      |                   | NBA   |       | 791  | 377 | 33.5 | 10.2 | 19.9 | .511 | 0.1 | 0.5 | .297 | 10.1 | 19.6 | .514 | 5.7 | 6.8 | .844 | 1.5   | 3.1    | 4.6 | 2.8  | 1.2 | 0.8 | 3.0 | 2.9 | 26.2 |
|           |      |                   | ABA   |       | 269  |     | 33.7 | 8.6  | 18.0 | .480 | 0.2 | 0.7 | .234 | 8.5  | 17.3 | .491 | 4.4 | 5.3 | .831 | 2.3   | 5.1    | 7.4 | 2.2  | 1.4 | 1.6 | 2.9 | 3.4 | 21.9 |

#### Playoffs
| Temporada | Edat | Equip             | Lliga | Pos. | P  | TIT | MIN  | TC   | TCA  | %TC   | 3   | 3PA | %3    | 2    | 2PA  | %2   | TL  | TLA  | %TL  | R.of. | R.DEF. | REB  | ASIS | ROB | TAP | PER | FP  | PTES |
| 1972-73   | 20   | Virginia Squires  | ABA   | SG   | 5  |     | 40.0 | 6.8  | 15.4 | .442  | 0.2 | 1.0 | .200  | 6.6  | 14.4 | .458 | 4.8 | 6.8  | .706 | 3.2   | 4.4    | 7.6  | 1.6  | 3.6 | 3.0 |     |     | 18.6 |
| 1973-74   | 21   | San Antonio Spurs | ABA   | SF   | 7  |     | 32.3 | 8.1  | 16.4 | .496  | 0.1 | 0.1 | 1.000 | 8.0  | 16.3 | .491 | 4.1 | 4.4  | .935 | 3.0   | 4.4    | 7.4  | 2.7  | 0.7 | 1.1 | 2.3 | 4.0 | 20.6 |
| 1974-75   | 22   | San Antonio Spurs | ABA   | SF   | 6  |     | 46.0 | 13.2 | 28.5 | .462  | 0.5 | 2.0 | .250  | 12.7 | 26.5 | .478 | 7.2 | 8.7  | .827 | 5.7   | 8.3    | 14.0 | 1.3  | 1.0 | 1.3 | 2.3 | 3.7 | 34.0 |
| 1975-76   | 23   | San Antonio Spurs | ABA   | SF   | 7  |     | 41.1 | 9.6  | 18.3 | .523  | 0.0 | 0.4 | .000  | 9.6  | 17.9 | .536 | 8.0 | 9.9  | .812 | 3.3   | 5.9    | 9.1  | 2.7  | 0.6 | 2.0 | 2.4 | 3.1 | 27.1 |
| 1976-77   | 24   | San Antonio Spurs | NBA   | SF   | 2  |     | 31.0 | 9.5  | 22.0 | .432  |     |     |       | 9.5  | 22.0 | .432 | 6.0 | 7.5  | .800 | 2.5   | 3.0    | 5.5  | 1.5  | 0.5 | 1.0 |     | 4.5 | 25.0 |
| 1977-78   | 25   | San Antonio Spurs | NBA   | SG   | 6  |     | 37.8 | 13.0 | 23.7 | .549  |     |     |       | 13.0 | 23.7 | .549 | 7.2 | 9.3  | .768 | 1.8   | 3.8    | 5.7  | 3.2  | 1.0 | 2.7 | 3.2 | 3.8 | 33.2 |
| 1978-79   | 26   | San Antonio Spurs | NBA   | SF   | 14 |     | 36.6 | 11.3 | 21.1 | .536  |     |     |       | 11.3 | 21.1 | .536 | 6.0 | 7.4  | .808 | 2.4   | 3.5    | 5.9  | 2.5  | 1.9 | 1.0 | 2.9 | 3.6 | 28.6 |
| 1979-80   | 27   | San Antonio Spurs | NBA   | SG   | 3  |     | 40.7 | 12.3 | 24.7 | .500  | 0.0 | 0.7 | .000  | 12.3 | 24.0 | .514 | 8.7 | 10.0 | .867 | 3.0   | 3.7    | 6.7  | 4.0  | 1.7 | 1.0 | 3.0 | 2.7 | 33.3 |
| 1980-81   | 28   | San Antonio Spurs | NBA   | SG   | 7  |     | 39.1 | 11.0 | 22.0 | .500  | 0.0 | 0.4 | .000  | 11.0 | 21.6 | .510 | 5.1 | 6.4  | .800 | 1.3   | 3.7    | 5.0  | 3.4  | 0.7 | 0.7 | 2.9 | 2.7 | 27.1 |
| 1981-82   | 29   | San Antonio Spurs | NBA   | SG   | 9  |     | 41.4 | 11.4 | 25.3 | .452  | 0.0 | 0.3 | .000  | 11.4 | 25.0 | .458 | 6.6 | 7.9  | .831 | 2.1   | 5.2    | 7.3  | 4.6  | 1.1 | 0.4 | 3.4 | 4.0 | 29.4 |
| 1982-83   | 30   | San Antonio Spurs | NBA   | SG   | 11 |     | 39.7 | 9.8  | 18.9 | .519  | 0.0 | 0.2 | .000  | 9.8  | 18.7 | .524 | 5.5 | 6.3  | .884 | 1.9   | 4.8    | 6.7  | 3.4  | 1.1 | 0.4 | 4.2 | 3.5 | 25.2 |
| 1984-85   | 32   | San Antonio Spurs | NBA   | SG   | 5  | 5   | 36.6 | 8.4  | 15.8 | .532  | 0.0 | 0.6 | .000  | 8.4  | 15.2 | .553 | 5.4 | 6.8  | .794 | 0.6   | 3.0    | 3.6  | 2.8  | 0.6 | 0.6 | 4.0 | 3.8 | 22.2 |
| 1985-86   | 33   | Chicago Bulls     | NBA   | SG   | 2  | 0   | 5.5  | 0.0  | 0.5  | .000  | 0.0 | 0.0 |       | 0.0  | 0.5  | .000 | 0.0 | 0.0  |      | 0.0   | 0.5    | 0.5  | 0.5  | 0.0 | 0.0 | 1.0 | 1.5 | 0.0  |
| Total     |      |                   | TOTAL |      | 84 | 5   | 38.0 | 10.2 | 20.4 | 0.501 | 0.1 | 0.5 | .147  | 10.2 | 20.0 | .508 | 6.0 | 7.3  | .820 | 2.4   | 4.5    | 6.9  | 2.9  | 1.1 | 1.0 | 3.1 | 3.5 | 26.5 |
|           |      |                   | NBA   |      | 59 | 5   | 37.3 | 10.5 | 20.8 | .508  | 0.0 | 0.4 | .000  | 10.5 | 20.5 | .513 | 5.9 | 7.2  | .821 | 1.9   | 3.9    | 5.8  | 3.2  | 1.2 | 0.9 | 3.3 | 3.5 | 27.0 |
|           |      |                   | ABA   |      | 25 |     | 39.6 | 9.5  | 19.6 | .483  | 0.2 | 0.8 | .238  | 9.3  | 18.8 | .494 | 6.1 | 7.4  | .817 | 3.8   | 5.8    | 9.5  | 2.2  | 0.8 | 1.5 | 2.6 | 3.5 | 25.2 |

## Estadístiques LegaBasket Serie A[2]
| Temporada | Club       | P  | Min | Tir 3 | Tir 3 | Tir 3 | Tir 2 | Tir 2 | Tir 2 | Tirs lliures | Tirs lliures | Tirs lliures | Rebots | Rebots | Rebots | Asis | Rob | Per | Taps | FP | Punts |
| --------- | ---------- | -- | --- | ----- | ----- | ----- | ----- | ----- | ----- | ------------ | ------------ | ------------ | ------ | ------ | ------ | ---- | --- | --- | ---- | -- | ----- |
| Temporada | Club       | P  | Min | Int   | Con   | %     | Int   | Con   | %     | Int          | Con          | %            | Of     | Def    | Total  | Asis | Rob | Per | Taps | FP | Punts |
| 1986-87   | Banco Roma | 27 | 893 | 58    | 19    | 33%   | 467   | 244   | 52%   | 159          | 190          | 84%          | 33     | 101    | 134    | 9    | 31  | 61  | 19   | 90 | 704   |

## Estadístiques ACB[3]
| Temporada | Club        |               | P  | TIT | Min | Tir 3 | Tir 3 | Tir 3 | Tir 2 | Tir 2 | Tir 2 | Tirs Lliures | Tirs Lliures | Tirs Lliures | Rebots | Rebots | Rebots | Asis | Rob | Per | Taps | FP | Punts |
| --------- | ----------- | ------------- | -- | --- | --- | ----- | ----- | ----- | ----- | ----- | ----- | ------------ | ------------ | ------------ | ------ | ------ | ------ | ---- | --- | --- | ---- | -- | ----- |
| Temporada | Club        | Int           | P  | TIT | Min | Con   | %     | Int   | Con   | %     | Int   | Con          | %            | Of           | Def    | Total  |        | Asis | Rob | Per | Taps | FP | Punts |
| 1989-90   | TDK Manresa | Lliga Regular | 17 | 15  | 570 | 45    | 14    | 31%   | 278   | 154   | 55%   | 107          | 84           | 79%          | 27     | 58     | 85     | 34   | 16  | 47  | 12   | 54 | 570   |
| 1989-90   | TDK Manresa | Playoff       | 7  | 0   | 277 | 35    | 16    | 46%   | 120   | 64    | 53%   | 77           | 61           | 79%          | 17     | 45     | 62     | 18   | 19  | 0   | 3    | 22 | 277   |
| Totals    | Totals      | Totals        | 24 | 15  | 847 | 80    | 30    | 38%   | 398   | 218   | 55%   | 184          | 145          | 79%          | 44     | 103    | 147    | 52   | 35  | 47  | 15   | 76 | 847   |

## Assoliments personals
- 4 vegades màxim anotador de la NBA.
- 12 vegades consecutives All Star (3 d'elles en l'ABA).
- MVP del All Star de 1980.
- Triat en 5 ocasions en el millor quintet de l'NBA.
- La seva samarreta amb el número 44 va ser retirada pels Spurs com a homenatge.
- Membre del Basketball Hall of Fame des de 1996.
- Triat un dels 50 millors jugadors de la història de l'NBA el 1996.
- Ocupa el lloc número 24 en la llista d'anotadors de tota la història de la NBA amb un total de 20.708 punts en la seva carrera.